# Spengelia porosa
Spengelia porosa är en djurart som tillhör fylumet svalgsträngsdjur, och som beskrevs av Willey 1898. Spengelia porosa ingår i släktet Spengelia och familjen Spengelidae. Inga underarter finns listade i Catalogue of Life.